# William L. Igoe

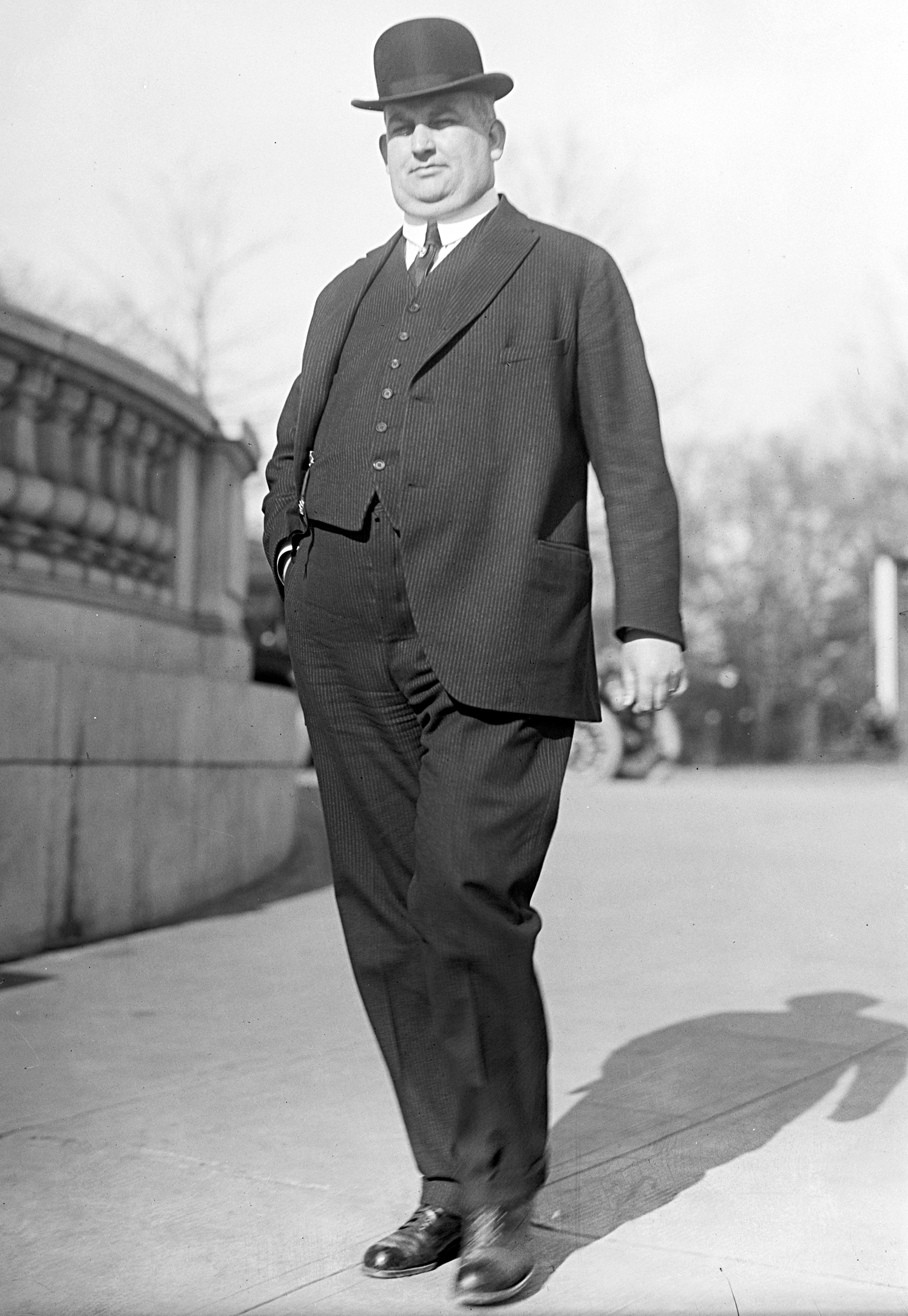
William L. Igoe (1914)

William Leo Igoe (* 19. Oktober 1879  in St. Louis, Missouri; † 20. April 1953 ebenda) war ein US-amerikanischer Politiker. Zwischen 1913 und 1921 vertrat er den Bundesstaat Missouri im US-Repräsentantenhaus.

## Werdegang
William Igoe besuchte die öffentlichen Schulen seiner Heimat. Nach einem anschließenden Jurastudium an der Washington University und seiner 1902 erfolgten Zulassung als Rechtsanwalt begann er in St. Louis in seinem neuen Beruf zu arbeiten. Gleichzeitig schlug er als Mitglied der Demokratischen Partei eine politische Laufbahn ein. Zwischen 1909 und 1913 gehörte er dem Gemeinderat seiner Heimatstadt an.
Bei den Kongresswahlen des Jahres 1912 wurde Igoe im elften Wahlbezirk von Missouri in das US-Repräsentantenhaus in Washington, D.C. gewählt, wo er am 4. März 1913 die Nachfolge von Patrick F. Gill antrat. Nach drei Wiederwahlen konnte er bis zum 3. März 1921 vier Legislaturperioden im Kongress absolvieren. In diese Zeit fiel der Erste Weltkrieg. Außerdem traten in dieser Zeit der 16., der 17., der 18. und der 19. Verfassungszusatz in Kraft.
1920 verzichtete Igoe auf eine weitere Kongresskandidatur. In den folgenden Jahren praktizierte er wieder als Anwalt. 1925 scheiterte eine Kandidatur als Bürgermeister seiner Heimatstadt St. Louis. Zwischen 1933 und 1937 war William Igoe Vorsitzender der dortigen Polizeikommission. Er starb am 20. April 1953.

## Trivia
Das Pruitt-Igoe-Projekt wurde nach dem afroamerikanischen Kampfpiloten des Zweiten Weltkriegs Wendell O. Pruitt und Igoe benannt.